# Коджояр
Коджояр (кирг. Кожояр) — село в Иссык-Кульском районе Иссык-Кульской области Кыргызстана. Входит в состав айыльного аймака Кожояр (до января 2024 года — Семёновский айылный аймак). Код СОАТЕ — 41702 215 825 02 0.

## Население
По данным переписи 2009 года, в селе проживало 1705 человек.